# Marion Kieber-Gotzig
Marion Kieber-Gotzig (geboren um 1964 als Marion Kieber) ist eine deutsche Handballspielerin.

## Vereinskarriere
Unter ihrem Geburtsnamen Marion Kiebig war die aus dem Unterland stammende Marion Kieber-Gotzig nach dem Wechsel von ihrem Heimatverein beim VfL Sindelfingen in der Handball-Bundesliga aktiv. Ab 1987 spielte sie beim VfL Neckargartach, mit dem sie nach der Zweitligasaison 1988/1989 in die Handball-Bundesliga aufstieg. Für den VfL spielte sie auch noch in der Regionalliga.

## Nationalmannschaft
Sie bestritt 62 Länderspiele für die deutsche Nationalmannschaft.
Ihr erstes Länderspiel absolvierte sie im Jahr 1984. Sie stand im Aufgebot bei der Weltmeisterschaft 1986, bei der das Team des Deutschen Handballbundes Platz 7 belegte; in fünf Spielen eingesetzt warf sie dabei zwei Tore.

## Privates
Marion Kieber-Gotzig ist verheiratet (Stand: 2019). Die Verwaltungsangestellte hat zwei Kinder. Sie ist seit dem Jahr 2011 Gemeinderätin in Bad Friedrichshall.